# Oligopleurus
Oligopleurus is een geslacht van uitgestorven straalvinnige beenvissen dat leefde tijdens het Kimmeridgien van het Laat-Jura.
Het geslacht werd in 1850 benoemd door Victor Thiollière. De typesoort is Oligopleurus esocinus. De geslachtsnaam betekent 'kleine rib' in het Grieks. De soortaanduiding betekent 'snoek' in het Latijn. Een fossiel werd gevonden op de vindplaats van Cirin bij Bugey in Frankrijk.
Het lichaam is vijftien centimeter lang en wat gedrongen als van een zalm, zesmaal langer dan hoog. De kop is groot en beslaat een kwart van de totale lengte. De snuit is spits en taps toelopend als bij een snoek met krachtige bovenkaken, rond gebogen en versterkt door supramaxillae. De onderkaak is hoog. De tanden zijn klein. De branchialia in de kieuwen zijn bezet door robuuste tanden om voedsel te filteren. De wervelkolom is volledig verbeend. De ribben zijn klein en zeer zwak ontwikkeld. De schubben zijn groot, overlappend, dun en rond van achteren. De rugvin staat vrij achteraan op het achterste derde deel van het lichaam. De hoge staartvin is gevorkt.

Er zijn ook een Oligopleurus groeberi Bordas 1942 en een Oligopleurus vectensis Woodward 1890 (van Wight) benoemd maar die zijn later ondergebracht bij andere geslachten.